# Demir Hisar
Demir Hisar (en macédonien : Демир Хисар , signifiant « montagne de fer » en turc) est une commune et une ville du sud-ouest de la Macédoine du Nord, dans la région de Pélagonie. La commune comptait 7 260 habitants en 2021 et s'étend sur 480,13 km2. La ville en elle-même comptait 2 431 habitants, le reste de la population étant réparti dans les villages alentour. L'économie de Demir Hisar est tournée vers l'exploitation du fer, de la forêt et la production agricole.
Son territoire est limitrophe de ceux des communes de Debrca, Ohrid, Bitola, Resen, Kruševo, Kičevo et Mogila.

## Géographie

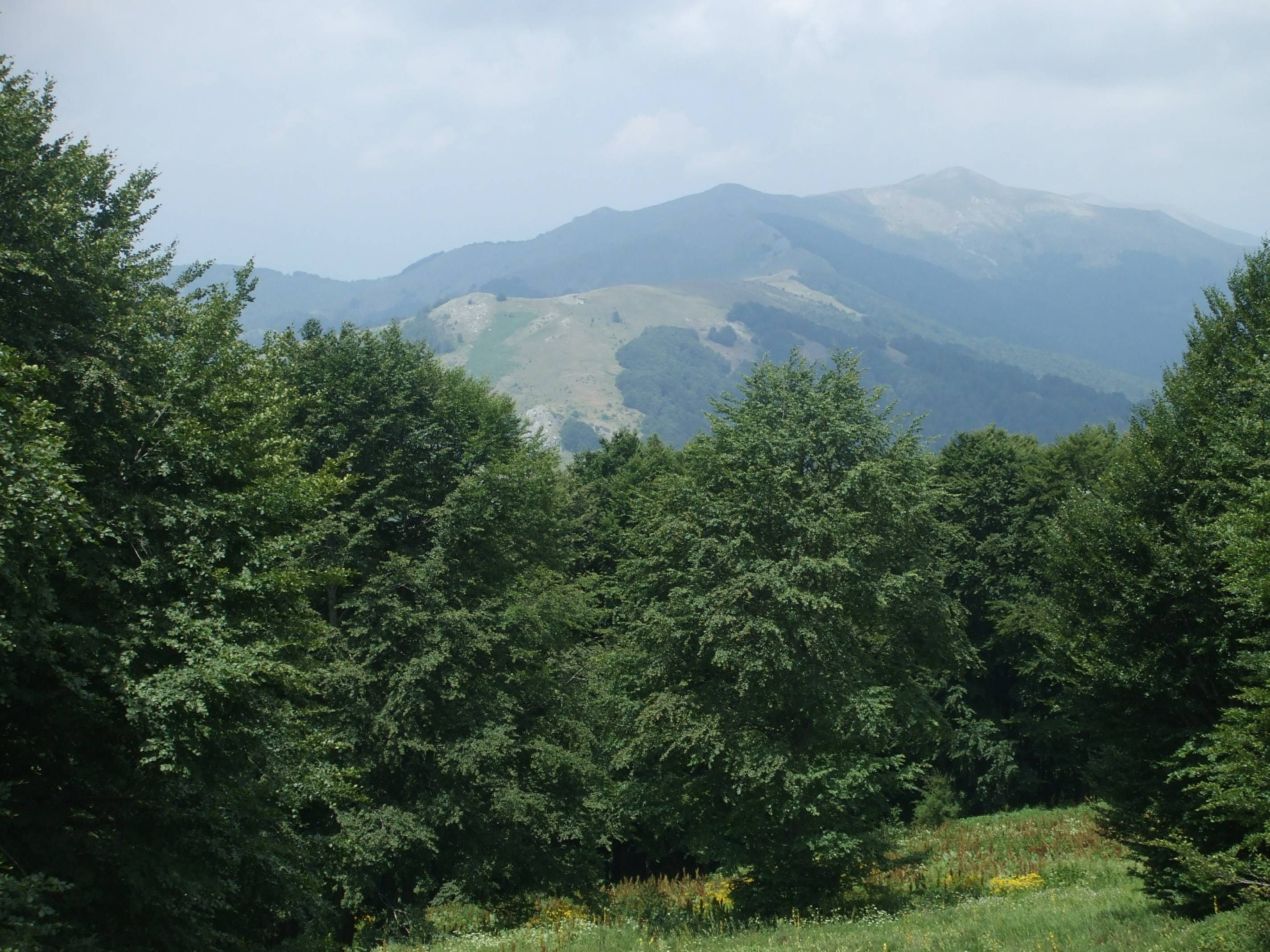
La montagne Ilinska.

La commune de Demir Hisar se trouve au nord-ouest de la plaine pélagonienne, dans le bassin supérieur de la Crna, affluent du Vardar. Le territoire de Demir Hisar est partagé entre vallée, collines et montagnes. La commune culmine à 2 000 mètres d'altitude. Les montagnes sont riches en fer et en marbre et le territoire est couvert en majorité par la forêt.
En plus de la ville de Demir Hisar, la commune comprend les villages de Babino, Bazernik, Barakovo, Beltché, Boïchté, Brezovo, Vardino, Velmevtsi, Virovo, Golemo Ilino, Graïchté, Dolentsi, Edinakovtsi, Jvan, Jeleznets, Jourtché, Zagoritché, Zachlé, Kotchichté, Koutretino, Leskovo, Malo Ilino, Mrenoga, Novo Selo, Obednik, Pribiltsi, Radovo, Rakitnitsa, Rastoytsa, Sveta, Sladouevo, Sleptché, Sloeštica, Smilevo, Sopotnitsa, Strougovo, Souvo Grlo, Souvodol, Outovo et Tserovo.

## Histoire
Demir Hisar est une des villes les plus récentes du pays, elle n'a été fondée qu'en 1945, peu de temps après la fin de la Seconde Guerre mondiale.
Dans la commune se trouve le village de Smilevo, dans lequel l'Organisation révolutionnaire intérieure macédonienne a commencé l'insurrection d'Ilinden contre le pouvoir ottoman en 1903. Smilevo fut choisi comme point de départ des hostilités parce qu'il est le village natal de Dame Gruev, l'un des chefs de l'insurrection.

## Administration

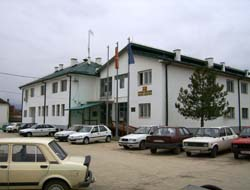
La mairie.

La commune est administrée par un conseil municipal élu au suffrage universel tous les quatre ans. Il adopte les plans d'urbanisme, accorde les permis de construire, planifie le développement économique local, protège l'environnement, prend des initiatives culturelles et supervise l'enseignement primaire. Il compte 11 conseillers municipaux.
Le pouvoir exécutif est détenu par le maire, lui aussi élu au suffrage universel. Depuis 2021, le maire de Demir Hisar est Nikola Najdovski, membre de VMRO-DPMNE.

## Démographie
Lors du recensement de 2002, la commune comptait :
- Macédoniens : 6 868 (96,65 %)
- Albanais : 232 (2,44 %)
- Turcs : 35 (0,37 %)
- Roms : 11 (0,12 %)
- Serbes : 9 (0,14 %)
- Valaques : 7 (0,07 %)
- Bosniaques : 2 (0,02 %)
- Autres : 14 (0,19 %)

## Lieux et monuments
La commune compte 62 édifices religieux, comme le monastère Saint-Jean-Baptiste, construit au XIVe siècle, les trois églises de Sleptché, qui datent de la même époque, ou encore le monastère Saint-Athanase, fondé au XVIIe siècle. Demir Hisar compte aussi quelques sites archéologiques, surtout antiques et médiévaux, et des monuments commémorant l'insurrection d'Ilinden et la Libération de 1944.

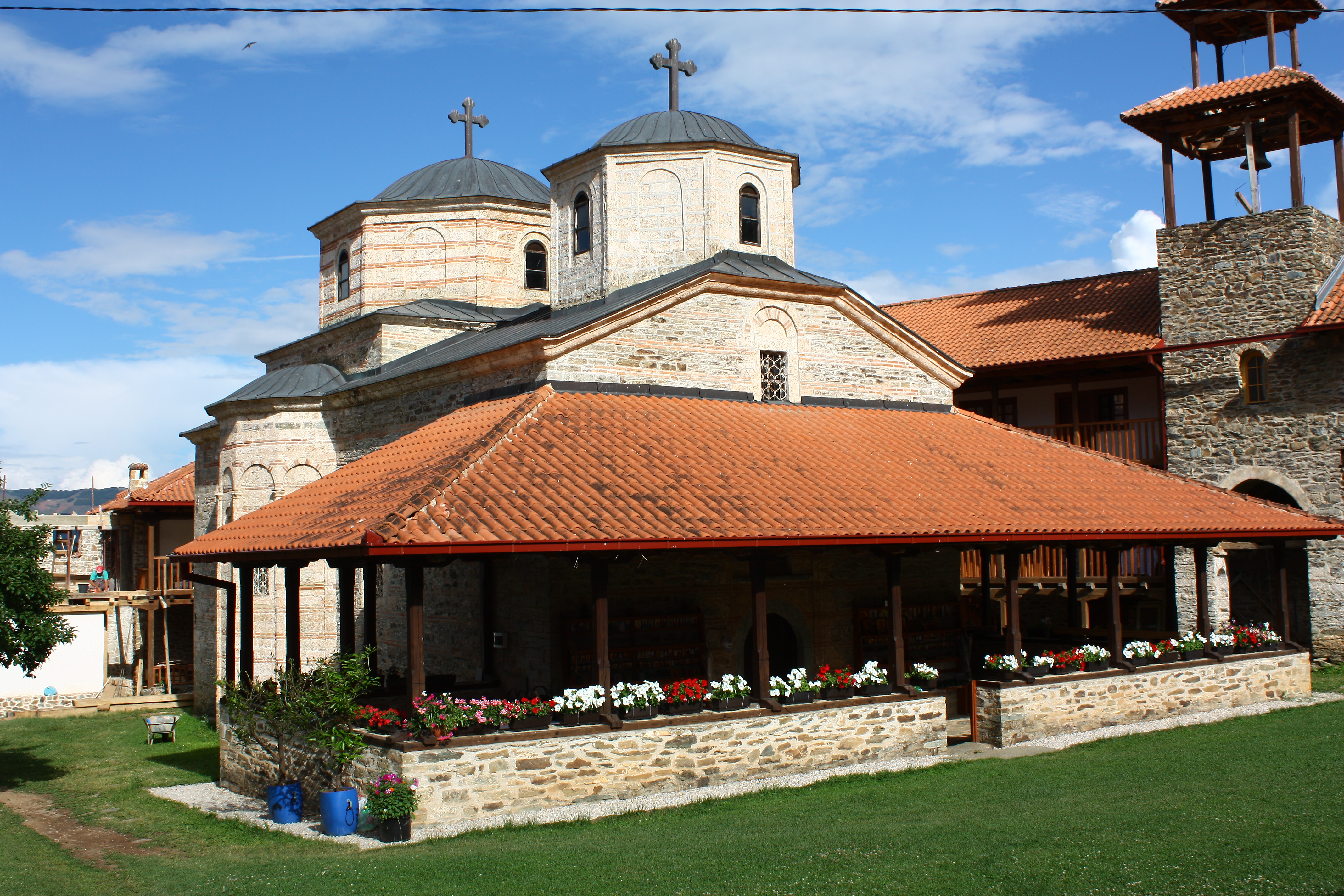
Le monastère de Sleptché.
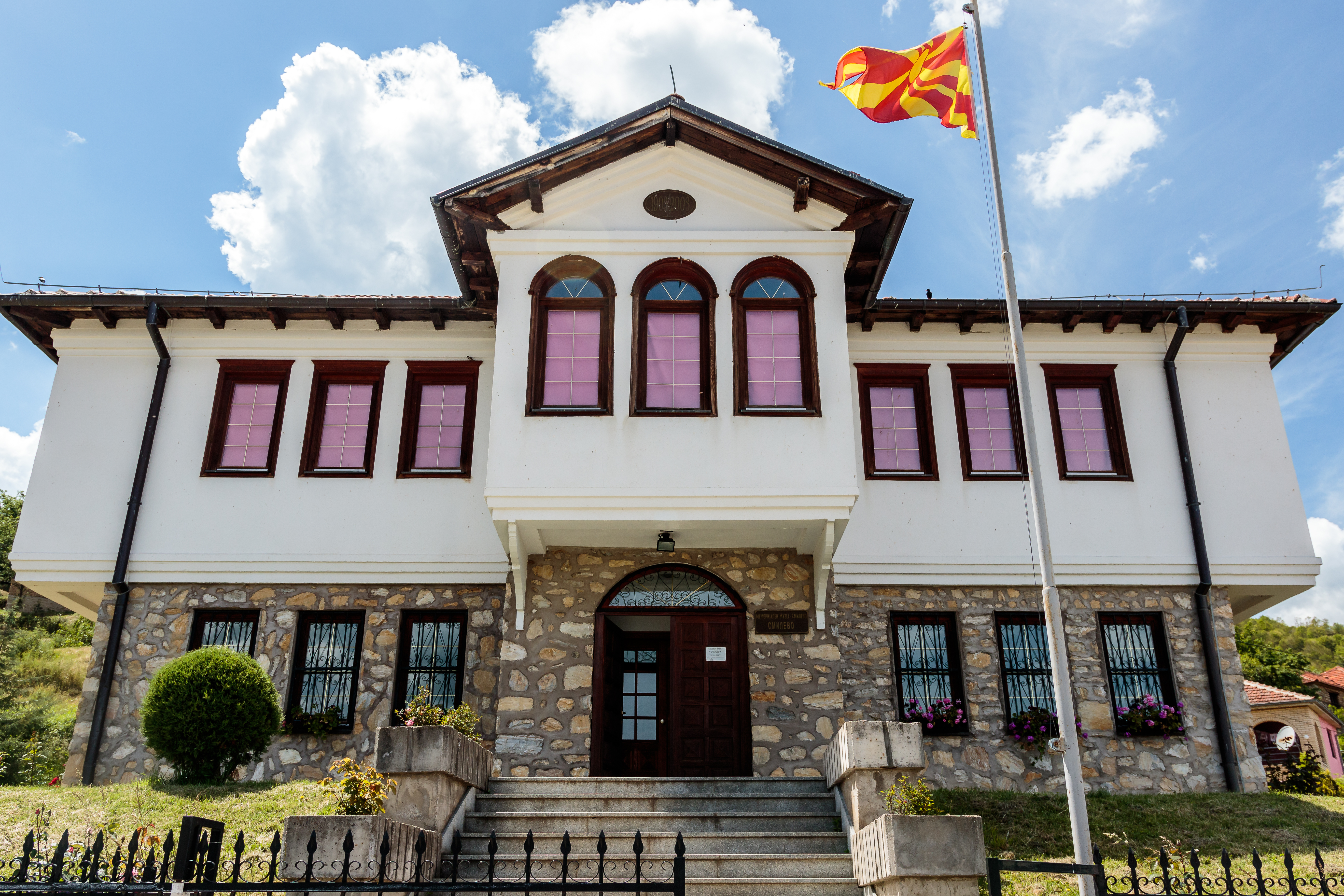
Le musée de Smilevo.